# Sillé-le-Guillaume
 Sillé-le-Guillaume  ist eine französische Gemeinde mit 2192 Einwohnern (Stand 1. Januar 2022) im Département Sarthe in der Region Pays de la Loire. Sie gehört zum Arrondissement Mamers und ist Hauptort im Kanton Sillé-le-Guillaume.

## Geographie
Die Gemeinde liegt rund 30 Kilometer nordwestlich von Le Mans im Regionalen Naturpark Normandie-Maine an der Grenze zum Département Mayenne. Nachbargemeinden sind Mont-Saint-Jean im Norden, Saint-Rémy-de-Sillé im Osten, Rouez im Süden, Rouessé-Vassé im Südwesten, Le Grez im Westen und Saint-Pierre-sur-Orthe (Département Mayenne) im Nordwesten.

## Bevölkerungsentwicklung
| Jahr      | 1968 | 1975 | 1982 | 1990 | 1999 | 2006 |
| Einwohner | 2528 | 2777 | 2863 | 2583 | 2585 | 2360 |

## Verkehr
Der Bahnhof von Sillé-le-Guillaume liegt an der Bahnstrecke Paris–Brest und wird im Regionalverkehr mit TER-Zügen nach Le Mans und Laval bedient. Seine frühere Funktion als Bahnknoten hat es mit Stilllegung und Abbau der Strecken nach La Hutte-Coulombiers und Juigné-sur-Sarthe eingebüßt.

## Gemeindepartnerschaften
- St. Pantaleon-Erla in Niederösterreich 
Die Beziehungen des Musikverein Erla mit Sillé le Guillaume, nahe Le Mans, Frankreich, mündete 1990 in eine offizielle Partnerschaft der beiden Gemeinden St. Pantaleon-Erla und Sillé-le-Guillaume.[1]
- Somerton in der englischen Grafschaft Somerset

## Persönlichkeiten
- Victor Hémery (1876–1950), Automobilrennfahrer
- André Carré (1908–1989), Automobilrennfahrer
- Fernand Tavano (1933–1984), Autorennfahrer